# Дулиполе
Дулиполе (на сръбски: Дулипоље) е село в Черна гора, разположено в община Андриевица. Намира се на 933 метра надморска височина. Населението му според преброяването през 2011 г. е 89 души, от тях: 49 (55,1 %) сърби, 39 (43,8%) черногорци и 1 (1,1 %) от друга етническа група

## Население
Численост на населението според преброяванията през годините:
- 1948 – 653 души
- 1953 – 560 души
- 1961 – 532 души
- 1971 – 465 души
- 1981 – 309 души
- 1991 – 242 души
- 2003 – 134 души
- 2011 – 89 души